# Hiša brez ogledal
Hiša brez ogledal (2022) je antiutopični, ekološki in ljubezenski roman pisateljice in jezikoslovke Simone Klemenčič. Napisan je bil nekaj mesecev pred začetkom pandemije covida-19. 

## Vsebina
Roman je večplastna prvoosebna pripoved Prekmurke madžarskih korenin Suzane, matere štirih otrok in žene vidnega politika v fiktivni novi državi, postavljeni v vzporedno sedanjost. Krščanska zveza s sedežem v Varšavi je zveza današnje Poljske, Madžarske, Karantanije, Hrvaške in še ene, neimenovane države višegrajske skupine. 
Nova zveza držav, ki se je oblikovala ob nenadnem začetku ledene dobe, je krščanska teokracija. Suzanin mož, senator Anton (Nino) Rifnik, se vzpenja v politični vrh in bo morda kmalu postal novi predsednik Zveze, Suzana pa uživa koristi kot žena senatorja in ne kaže empatije do ljudi, ki trpijo zaradi posledic podnebnih sprememb. Ob nakupu papagaja za svoj rastlinjak spozna preprodajalca eksotičnih ptic Dejana Rejca. Ptica okuži vso družino s psitakozo, v bolnišnici pa Suzanin mož Nino znova sreča svojo mladostno ljubezen, zdravnico Julijo Esterhazy. 
Življenje glavne junakinje dodatno oteži prisotnost oblastne tašče v njenem domu. 
Lik Suzane se skozi pripoved razvije od zavzete zagovornice novega sistema do žrtve tega sistema, ki želi pobegniti pred posledicami lastnih odločitev. Pobeg zaplete pandemija nove bolezni, poimenovane "modra kuga", ki zaostri razmere po vsem svetu in za seboj potegne še bolj restriktivne ukrepe vlade. 

### Kritika
»Roman je kljub teži ekoloških, družbenih, političnih in verskih nastavkov presenetljivo privlačno branje.« (Nada Breznik, Program Ars, 14. september 2022.)
»Slog pisanja Simone Klemenčič je tekoč, žmohten in zlasti duhovit, dialogi spretno izpisani, roman pa zato lahko “pojeste” precej hitro. Vrag je v podrobnostih, h katerim se je treba vračati. Večkrat.« (Matej Krajnc, homocumolat.com, 15. maj 2022.)